# من فضلك وإحسانك (فلم)
من فضلك وإحسانك هو فيلم درامي مصري من إنتاج سنة 1986، إخراج ناجي أنجلو، عن قصة للأديب نجيب محفوظ، بطولة صلاح ذو الفقار، وهدى سلطان، وفايزة كمال، وهشام سليم.

## ملخص القصة
عبد اللطيف ونعمات زوجين لهما ثلاثة أبناء، أصغرهم علاء والذي يحب سهير جارتهم وهم طلبة بكلية الحقوق في علاقة حب رومانسية حالمة، إلى أن يصدمهما الواقع بظهور عريس ثري يريد خطبة سهير.

## طاقم التمثيل

### بطولة
- صلاح ذو الفقار
- هدي سلطان
- صلاح نظمي
- حسين الشريف
- هشام سليم
- عزة لبيب
- وداد حمدي
- زين العشماوي
- فايزة كمال
- المخرج حسن الإمام (ضيف شرف)

### بالاشتراك مع
| - رأفت فهيم - عبد الوهاب الحديدي - علي قاعود - نظمي رزق - إلهامي فايد - علية عبد المنعم - عبد الجواد متولي | - السيد علام - فاروق علي - محمد الشربيني - أنور ناشد - نبوية خليل - محمد عبد الله |

## وصلات خارجية
- مقالات تستعمل روابط فنية بلا صلة مع ويكي بيانات